# 130 mm морско оръдие образец 1913 г. (Б-7)
130 mm морско оръдие образец 1913 г. (Б-7) е руско и съветско корабно оръдие с калибър 130 mm.

## История
На 1 юни 1911 г. Главното управление по корабостроене (ГУКС) задава на Обуховския стоманолеярен завод (ОСЗ) поръчка за създаването на 130 mm корабно оръдие с дължина на ствола 60 калибра. На 2 март 1912 г. чертежите за два варианта на оръдието – с гилзово и картузно зареждане – са предадени за утвърждение в ГУКС. На 12 юли 1912 г. ГУКС утвърждава картузният вариант с дължина на ствола 55 калибра.
За новото оръдие ОСЗ разработва полуавтоматичен затвор оригинална конструкция, но на 7 септември 1912 г. от ГУКС последва указание да се направи затвора по образец на затвора на Уелин (затвор „Викерс“) за 120 mm оръдия.
През 1912 г. ОСЗ прави две опитни установки – един с хидравличен и друг с пружинен накатник. През септември 1912 г. ГУКС утвърждава варианта с пружинен накатник.
През април 1927 г. на полигона преминават изпитанията на оръдието с пружинен досилател, разработен от завода „Болшевик“ (бивш ОСЗ). Скорострелността достига 7 – 8 изстрела в минута при ъгъл на възвишение +28°, но редицата проявили се недостатъци не позволяват да се приеме досилателя на въоръжение.
През 1930 г. оръдието е модернизирано в завод „Болшевик“ – снабдено е с досилател и довеждат ъгъла на възвишение до +40°. Модернизирана установка получава индекса Б-7.
През септември 1931 г. завода „Болшевик“ получава поръчка за преправянето на 130 mm оръдие в полигонално по чертежи на Артилерийския научноизследователски морски институт (АНИМИ) със срок за готовност 1 октомври 1932 г. Но през 1933 началника на АНИМИ заповядва работите да се прекратят и към 15 декември 1933 г. да се произведе един екземпляр на оръдието с дълбока нарезка.

## Производство
От 1913 до 1917 г. на ОСЗ са поръчани 471 оръдия. Първата партида от 130 оръдия са предназначени за:
- крайцерите „Муравьёв-Амурский“ и „Невельский“ – 16
- крайцерите „Светлана“ и „Адмирал Бутаков“ – 30
- крайцерите „Диана“ – 10
- трите линкора на Черноморския флот – 60
- морския полигон – 4.

До 1 януари 1917 г. заводът предава 143 оръдия, а през 1917 г. е планирано да се предадат още 96, а останалите 232 – през 1918 г. Но изпълнението на поръчката се проточва до средата на 1920-те години (през юни 1922 г. в производство на ОСЗ се намират 47 оръдия с готовност на 15 от тях 95%).
През 1913 г. на английският завод на „Викерс“ е дадена поръчка за производството на 100 оръдия. Първите 7 са доставени в Архангелск в началото на октомври 1914 г. Към 16 септември 1914 г. са произведени 24 оръдия, а останалите 76 се намират в производство. Поръчката за лафетите за тези оръдия са дадени на ОСЗ, завода на Викерс и Николаевския корабостроителен завод.
Към началото на 1917 г. в Морското ведомство се числят 117 оръдия на служба.

## Конструкция
Тялото на оръдието представлява стоманена тръба, скрепена от три надети с набиване цилиндъра, закрити от външен кожух. 30 нареза с дълбочина 1 mm са с постоянна извивка от 29,89 калибра. Дължината на ствола е 7019 mm (55 калибра), дължината на нарезната част е 5862 mm.
Затворът е бутален, система на Викерс, отварящ се надясно. Зареждането на оръдието и досилката на боеприпасите става ръчно, без използване на каквито и да е механизми. Теглото на буталния затвор е 90 kg, теглото на ствола със затвора е 5290 kg.
Компресорът е хидравличен, цилиндърът на компресора при отката е неподвижен. Дължината на отката е 406 mm, накатникът е пружинен, състои се от две еднакви части, разположени странично на компресорния цилиндър. Трансмисията за насочване е ръчна. Подемният механизъм има един сектор.
Серийно се произвежда само един тип лафет. Модификациите от 1915 и 1930 г. засягат само ъгъла на вертикално насочване. Увеличаването на ъгъла на възвишение се постига за сметка на поставянето върху основата на специален барабан и увеличение на сектора на подемния механизъм. Съответно се усилват пружините на накатника и се изменя вертлюга.
Височината на оста на цапфите от основата е 1320 mm, от основата на барабана 1635 mm. Диаметърът на основите по центрите на фундаментните болтове е 1200 mm. Теглото на откатните части е 5635 kg, на люлеещата част – 7870 kg.
Лафетите имат два типа щитове: кутиен (с тегло 4500 kg, дебелина на бронята: чело – 76 mm, страни – 25,4 mm, покрив – 15 mm) и куполообразен (тегло 1475 kg, с дебелина на бронята от 25,4 mm). Пълното тегло на установката с кутиевиден щит и барабан е 17 160 kg.
На бреговите батареи оръдията се монтират на бетонна основа с диаметър 4,8 m, понякога без щитове. Височината на линиията на огъня е 1750 mm от бетонната основа. Оръдията за бреговите батареи имат прицел на ОСЗ образец 1914 г. и система за управление на стрелбата „Каземат“ с далекомери с хоризонтална база (база 1,5 и 4 метра).

## ТТХ
- Калибър: 130 mm
- Дължина на ствола: 55 калибра
- Ъгъл на вертикална насочване: −5/+30° (-5/+40°)
- Ъгъл на хоризонтална насочване: 360°
- Максимална скорост на насочване:
  - вертикална: 4 градуса/секунда
  - хоризонтална 4 °/s
- Маса (на цялата установка): 17160 kg
- Скорострелност: 5 – 8 изстрела/минута
- Маса на снаряда: 36,86 kg
- Начална скорост на снаряда: 861 m/s
- Далечина на стрелбата: 20 300 m

## Боеприпаси
В периода 1941 – 1945 г. във ВМФ има следните снаряди за 130 mm артсистеми (в т.ч. и Б-7, Б-13):
- фугасни (полубронебойни)
- шрапнел
- гмуркащи
- осветителни

## Употреба
Оръдията от този тип са използвани за въоръжение на кораби от различни класове. В периода 1914 – 1917 г. с тях са въоръжени черноморските линейни кораби от типа „Императрица Мария“ и са превъоръжени крайцерите „Кагул“ (16 оръдия), „Прут“ (10 оръдия) и други кораби. В периода 20-30-те години с тези оръдия е превъоръжен крайцерът „Коминтерн“, четирите канонерски лодки от типа „Красная Абхазия“ и други кораби.
Планирано е да се използва в качество на противоминна артилерия на линейните крайцери от типа „Измаил“ (по 24 единици).
Също оръдията от този тип се използват за въоръжение на брегови батареи. Дванадесет оръдия, първоначално предназначени за превъоръжаването на крайцера „Варяг“, са изпратени в Русия. 9 от тях са предадени за отбраната на остров Езел. През март 1917 г. влиза в строй четириоръдейната батарея № 41.
На 1 февруари 1923 г. в бреговите батареи има 12 оръдия този тип, в т.ч. една триоръдейна батарея в Одеса и три триоръдейни батареи на Кавказското крайбрежие.